# Красногорский, Антон
Антон Красногорский (чеш. Anton Krásnohorský; 22 октября 1925, Rohožník, Братиславский край — 25 июля 1988) — чехословацкий футболист, защитник.

## Клубная карьера
Профессиональную карьеру начал в пражском клубе «АТК» в 1949 году. В следующем году перешёл в команду «Сокол Словена», где уже через 4 сезона завершил профессиональную карьеру футболиста

## Международная карьера
Дебют за национальную сборную Чехословакии состоялся 25 сентября 1949 года в проигрышном матче Кубка Швеглы против сборной Австрии (1:3). Был включен в состав на чемпионат мира 1954 в Швейцарии, где все матчи провёл на скамейке запасных. Всего Красногорский за сборную сыграл 9 матчей.

### Статистика выступлений за сборную
| Матчи Антона Красногорского за сборную Чехословакии | Матчи Антона Красногорского за сборную Чехословакии | Матчи Антона Красногорского за сборную Чехословакии | Матчи Антона Красногорского за сборную Чехословакии | Матчи Антона Красногорского за сборную Чехословакии | Матчи Антона Красногорского за сборную Чехословакии | Матчи Антона Красногорского за сборную Чехословакии |
| --------------------------------------------------- | --------------------------------------------------- | --------------------------------------------------- | --------------------------------------------------- | --------------------------------------------------- | --------------------------------------------------- | --------------------------------------------------- |
| №                                                   | Дата                                                | Оппонент                                            | Счёт                                                | Голы                                                | Соревнование                                        |                                                     |
| 1                                                   | 25 сентября 1949                                    | Австрия                                             | 1:3                                                 | -                                                   | Кубок Швеглы                                        |                                                     |
| 2                                                   | 30 апреля 1950                                      | Венгрия                                             | 0:5                                                 | -                                                   | Товарищеский матч                                   |                                                     |
| 3                                                   | 21 мая 1950                                         | Румыния                                             | 1:1                                                 | -                                                   | Товарищеский матч                                   |                                                     |
| 4                                                   | 27 августа 1950                                     | Болгария                                            | 2:1                                                 | -                                                   | Товарищеский матч                                   |                                                     |
| 5                                                   | 17 сентября 1950                                    | Албания                                             | 3:0                                                 | -                                                   | Товарищеский матч                                   |                                                     |
| 6                                                   | 22 октября 1950                                     | Польша                                              | 4:1                                                 | -                                                   | Товарищеский матч                                   |                                                     |
| 7                                                   | 20 мая 1951                                         | Румыния                                             | 2:2                                                 | -                                                   | Товарищеский матч                                   |                                                     |
| 8                                                   | 14 октября 1951                                     | Венгрия                                             | 1:2                                                 | -                                                   | Товарищеский матч                                   |                                                     |
| 9                                                   | 11 мая 1952                                         | Румыния                                             | 1:3                                                 | -                                                   | Товарищеский матч                                   |                                                     |